# Южный (Находка)

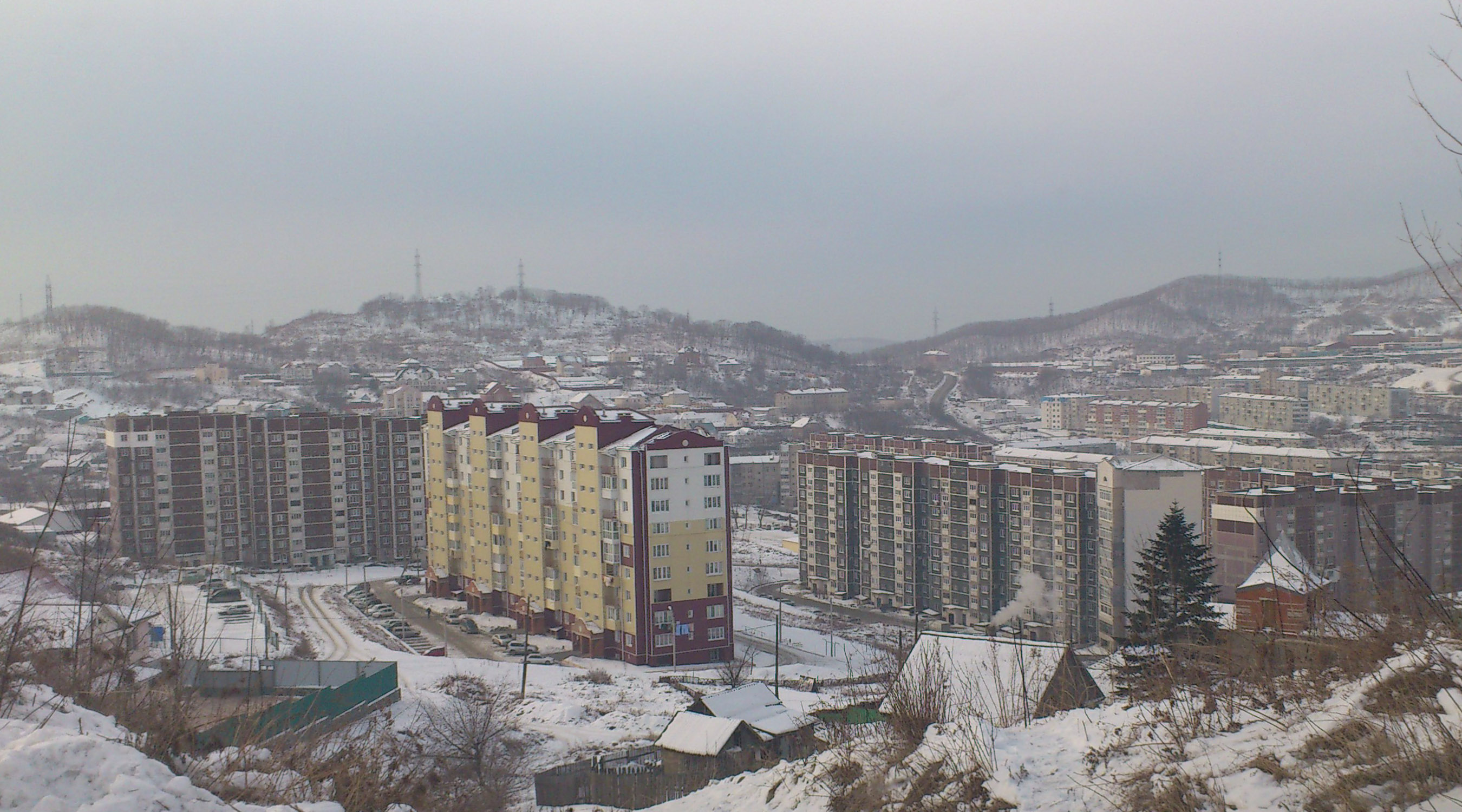
Южный микрорайон Находки в районе улицы Спортивной

Южный — микрорайон в городе Находке. Объединяет спальные районы Южный-I, Южный-II, Южный-III.
Застроен в 1970—1980-х гг. кирпичными и панельными 5-этажными домами, строительство 10-этажных панельных домов улучшенной планировки ведётся с 1975 года.
Главные улицы: Спортивная, Ленинградская, Бокситогорская (названа в память о рыбаках траулера, погибших в Беринговом море в 1965 году). На юго-восточной периферии микрорайона находится квартал бывшего посёлка Рыбак. Имеет выход к Находкинскому проспекту и объездной дороге, автобусными маршрутами № 2 и 9 соединён с северным направлением города. Имеются 2 школы, детская больница и поликлиника, розничный рынок «Южный», торговый центр «Находка Мега». Прилегающая к микрорайону торговая зона отнесена к градостроительным узлам общественно-деловой застройки. Территорию, занятую рынком, в будущем предполагается застроить офисным зданием и парковой зоной. Вблизи микрорайона расположена электроподстанция «Широкая», введённая в строй в 1976 году.